# Scleromitrula spiraeicola
Scleromitrula spiraeicola är en svampart som först beskrevs av Dennis, och fick sitt nu gällande namn av T. Schumach. & Holst-Jensen 1997. Scleromitrula spiraeicola ingår i släktet Scleromitrula och familjen Rutstroemiaceae.   Inga underarter finns listade i Catalogue of Life.